# Réflexions sur la puissance motrice du feu

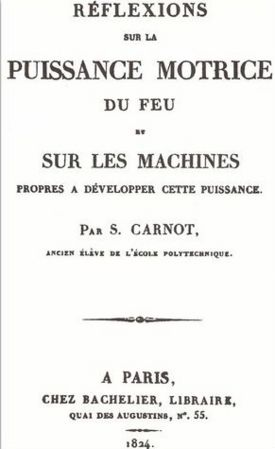
Pagina de titlu a primei ediții, din 1824, în limba franceză

Réflexions sur la puissance motrice du feu et sur les machines propres a développer cette puisance (în română Reflecții asupra puterii motrice a focului și asupra mașinilor capabile să dezvolte această putere) este un tratat științific scris de inginerul militar francez Sadi Carnot. Publicată în 1824 în limba franceză, cartea relativ scurtă (118 pagini în original) a căutat să avanseze o teorie rațională a motoarelor termice. La acea vreme, motoarele termice căpătaseră o mare importanță tehnologică și economică, dar se știa foarte puțin despre ele din punctul de vedere al fizicii.
Reflecțiile lui Carnot este acum considerat un document cheie în dezvoltarea termodinamicii moderne, iar Carnot însuși (care nu a publicat nimic altceva în timpul vieții) a fost adesea identificat drept „părintele termodinamicii”. Cartea a introdus concepte precum randament termic, proces reversibil, ciclu termodinamic și teorema lui Carnot.

## Descriere
Cartea este considerată lucrarea fondatoare a termodinamicii. Conține schița preliminară a principiului al doilea al termodinamicii. Carnot a afirmat că puterea motrice se datorează căderii caloricului (în franceză chutte de calorique) de la un corp cald la unul rece, pe care l-a comparat cu lucrul mecanic efectuat de o roată de apă⁠(d) acționată de o cădere de apă (în franceză chute d'eau).
Deși teoria caloricului era incorectă, lucrarea lui Carnot a reunit trei aspecte care rămân relevante și au fost folosite de succesorii săi pentru a dezvolta conceptul de entropie:
- „Căderea căldurii” de la o temperatură ridicată la o temperatură mai scăzută este sursa lucrului mecanic.
- Analizarea unui ciclu, în loc de a unui sistem deschis, este modalitatea corectă de a analiza un motor termic.
- Conceptul de proces reversibil.

Similar cu modul în care „Reflecțiile” a fost precursoarea celui de al doilea principiu, lucrarea din 1843 a fizicianului englez James Joule, Mechanical equivalent of heat (în română Echivalentul mecanic al căldurii), a fost precursoarea principiului întâi al termodinamicii. În lucrarea sa, Carnot a obținut și rezultatul care mai târziu a ajuns să fie cunoscut sub numele de relația Clausius-Clapeyron⁠(d).

## Influența
Lucrarea lui Carnot a primit foarte puțină atenție în timpul vieții lui. Carnot nu a publicat nimic altceva și a murit în 1832, la vârsta de 36 de ani. Totuși, în 1834 un inginer minier francez, Émile Clapeyron, a publicat Mémoire sur la puissance motrice de la chaleur (în română Memoriu despre puterea motrice a căldurii), în care a prezentat grafic analiza lui Carnot.
Fizicianul german Rudolf Clausius a aflat despre opera lui Carnot din memoriul lui Clapeyron. Clausius a corectat teoria lui Carnot înlocuind conservarea caloricului cu echivalența lucru mecanic – căldură (adică, conservarea energiei). De asemenea, Clausius a pus principiul al doilea al termodinamicii într-o formă matematică, definind conceptul de entropie. Această lucrare a apărut în 1850 în Ueber die bewegende Kraft der Wärme und die Gesetze, welche sich daraus fuer die Wärmelehre selbst ableiten lassen (în română Despre puterea de mișcare a căldurii și legile care pot fi obținute din ea pentru termodinamică).
Un alt comentariu foarte influent asupra lucrării lui Carnot (datorită tot memoriului lui Clapeyron) a fost publicat în 1849 de William Thomson (viitorul Lord Kelvin), în lucrarea An Account of Carnot's Theory of the Motive Power of Heat (în română O prezentare a teoriei lui Carnot asupra puterii motrice a căldurii). În acea lucrare, Kelvin a spus despre relația obținută de Carnot, care mai târziu va fi numită „relația Clausius-Clapeyron” că „nimic din întreaga gamă a filozofiei naturale nu este mai remarcabil decât stabilirea legilor generale printr-un astfel de raționament”.
Datorită comentariilor lor la lucrarea lui Carnot, manualele moderne de termodinamică introduc de obicei o „formulare Clausius” și o „formulare Kelvin” a celui de al doilea principiu al termodinamicii. Aceste afirmații par a fi diferite, dar se poate demonstra echivalența lor din punct de vedere logic printr-un argument bazat pe ciclul Carnot.